# Sasu Halme
Sasu Halme (Sipoo, 26 augustus 1996) is een Fins wegwielrenner, veldrijder en mountainbiker.

## Carrière
Halme werd nationaal kampioen bij de elite in zowel het veldrijden (2015, 2016 en 2017), het mountainbiken (cross-country in 2015) als het tijdrijden op de weg (2017). Daarnaast won hij bij de jeugd verschillende nationale titels.

## Mountainbiken

### Overwinningen
2011
 Fins kampioen cross-country, Junioren
2014
 Fins kampioen cross-country, Junioren
2015
Valkeakoski XC
 Fins kampioen cross-country, Elite
Korso XC

## Veldrijden

### Palmares
| Seizoen   | Wereldbeker | WK       | EK       | FK       | Overige  | Totaal aantal zeges |          |
| Junioren  | Junioren    | Junioren | Junioren | Junioren | Junioren | Junioren            | Junioren |
| --------- | ----------- | -------- | -------- | -------- | -------- | ------------------- | -------- |
| 2012-2013 |             |          |          | Zilver   |          | 0                   |          |
| Elite     |             |          |          |          |          |                     |          |
| 2015-2016 |             |          |          | Goud     |          | 1                   |          |
| 2016-2017 |             |          |          | Goud     |          | 1                   |          |
| 2017-2018 |             |          |          | Goud     |          | 1                   |          |

## Wegwielrennen

### Overwinningen
2014
 Fins kampioen tijdrijden, Junioren
2015
 Fins kampioen tijdrijden, Beloften
2017
 Fins kampioen tijdrijden, Elite